# فدراسیون بین‌المللی اسکی و اسنوبورد
فدراسیون جهانی اسکی (به انگلیسی: International Ski Federation) نهاد اداره‌کننده مسابقات اسکی در سطح جهان است.
این سازمان در سال ۱۹۲۴ تأسیس شده و مقر آن اوبرهوفن ام تونسی، سوئیس است.

## اعضا
- آلبانی
- الجزایر
- ساموای آمریکا
- آندورا
- آرژانتین
- ارمنستان
- استرالیا
- اتریش
- جمهوری آذربایجان
- باهاما
- باربادوس
- بلژیک
- برمودا
- بلاروس
- بولیوی
- بوسنی و هرزگوین
- برزیل
- جزایر ویرجین انگلستان
- بلغارستان
- کامرون
- کانادا
- جزایر کیمن
- شیلی
- چین
- کلمبیا
- کرواسی
- قبرس
- جمهوری چک
- کره شمالی
- دانمارک
- دومینیکا
- مصر
- السالوادور
- اریتره
- استونی
- اتیوپی
- فیجی
- فنلاند
- فرانسه
- گرجستان
- آلمان
- غنا
- بریتانیای کبیر
- یونان
- گرنادا
- گواتمالا
- گویان
- هائیتی
- هندوراس
- هنگ کنگ
- مجارستان
- هند
- ایران
- ایسلند
- جمهوری ایرلند
- اسرائیل
- ایتالیا
- جامائیکا
- ژاپن
- قزاقستان
- کنیا
- کره جنوبی
- کوزوو
- کویت
- قرقیزستان
- لتونی
- لبنان
- لسوتو
- لیختن‌اشتاین
- لیتوانی
- لوکزامبورگ
- مقدونیه شمالی
- ماداگاسکار
- مالزی
- مالت
- مراکش
- مکزیک
- مولدووا
- موناکو
- مغولستان
- مونته‌نگرو
- نپال
- هلند
- نیوزیلند
- نروژ
- پاکستان
- تشکیلات خودگردان فلسطین
- پاراگوئه
- پرو
- فیلیپین
- لهستان
- پرتغال
- پورتوریکو
- رومانی
- روسیه
- سان مارینو
- سنگال
- صربستان
- اسلواکی
- اسلوونی
- آفریقای جنوبی
- اسپانیا
- سری‌لانکا
- سودان
- اسواتینی
- سوئد
- سوئیس
- تایوان
- تاجیکستان
- تایلند
- تیمور شرقی
- توگو
- تونگا
- ترینیداد و توباگو
- ترکیه
- اوکراین
- ایالات متحده آمریکا
- جزایر ویرجین ایالات متحده
- اروگوئه
- ازبکستان
- ونزوئلا
- زیمبابوه